# Mycalesis panthaka
Mycalesis panthaka är en fjärilsart som beskrevs av Hans Fruhstorfer 1909. Mycalesis panthaka ingår i släktet Mycalesis och familjen praktfjärilar. Inga underarter finns listade i Catalogue of Life.